# پری پیرکانن
پری پیرکانن (انگلیسی: Perry Pirkanen؛ زادهٔ ۱ ژانویهٔ ۱۹۰۱) بازیگر اهل ایالات متحده آمریکا است.
او یکی از چهار بازیگری بود که پلیس ایتالیا باور داشت در ساخت فیلم ترسناک کانیبال هولوکاست محصول سال ۱۹۸۰ به قتل رسیده‌اند. این فیلم آن‌قدر واقع‌گرایانه بود که بلافاصله پس از انتشار، شایعاتی منتشر شد مبنی بر اینکه کارگردان آن، روجرو دئوداتو به اتهام قتل دستگیر شده است. همچنین شایعاتی مطرح شد که بازیگران قرارداد امضا کرده‌اند تا به مدت یک سال از رسانه‌ها دور بمانند تا این شایعه تقویت شود که فیلم یک فیلم اسناف است؛ اما بعدها با توجه به گفته‌های بازیگران و این حقیقت که برخی اعضای گروه بازیگری همزمان در فیلم‌های دیگری نیز بازی می‌کردند، این شایعه نادرست اعلام شد. بازیگران نیز به عنوان اثبات در یک برنامه تلویزیونی حضور یافتند.
از فیلم‌ها یا برنامه‌های تلویزیونی که وی در آن نقش داشته‌است می‌توان به کانیبال هولوکاست اشاره کرد.